# Njorke
Njorka je ptica iz familije Alcidae u redu Charadriiformes. Familija njorki obuhvata, među ostalima, rodove Uria, Aethia, Fratercula i Brachyramphus.
Osim izumrle velike njorke, sve njorke su karakteristične po njihovoj sposobnosti da „lete” ispod vode, kao i u vazduhu. Iako su odlični plivači i ronioci, njihovo hodanje izgleda nespretno. Nekoliko vrsta ima različita uobičajena imena u Evropi i Severnoj Americi.

## Rasprostranjenost
su rasprostranjene na području Grenlanda i severne Kanade, u zalivu St. Lovrenca i Novoj Škotskoj, Islandu, severnoj Skandinaviji, severnoj Rusiji, Irskoj i severozapadnoj obali Francuske.
Alle alle ili mala njorka živi na obalama Islanda, Svalbarda i Grenlanda. Tupik ili Fratercula arctica na Severnom ledenom moru. Vrsta poznata kao Pinguinus impennis ili velika njorka istrebljena je u 19. veku.

## Habitat
Stanište ili habitat tokom leta nalazi se na stenovitim liticama severnog Atlantika i severne Europe. Gnezde se u golemim jatima (Plosnatokljuna njorka Alca torda na Helgolandu). Ribe i rakovi su im glavna hrana.

## Evolucija i distribucija
Tradicionalno, verovalo se da su njorke jedna od najranijih različitih haradriformnih linija zbog njihove karakteristične morfologije, ali genetske analize su umesto toga pokazale da su ove osobenosti proizvod snažne prirodne selekcije; za razliku od, na primer, pljukavica (mnogo starija loza šaradijuma), njorke su se radikalno promenile od obalskih ptica močvarica u način života morskih ptica koje rone. Tako danas njorke više nisu izdvojene u sopstveni podred (Alcae), već se smatraju delom podreda Lari, koji inače sadrži galebove i slične ptice. Sudeći po genetskim podacima, smatra se da su njihovi najbliži živi rođaci pomorci, a ove dve loze su se razdvojile pre oko 30 miliona godina (Mya). Alternativno, njorke su se možda odvojile mnogo ranije od ostatka Larija i prošli kroz jaku morfološko, ali sporu genetsku evoluciju, koja bi zahtevala veoma visok evolucioni pritisak, zajedno sa dugim životnim vekom i sporom reprodukcijom.
Najraniji nedvosmisleni fosili njorki su iz kasnog eocena, pre oko 35 miliona godina. Rod Miocepphus, (iz miocena, 15 miliona godina) je najraniji poznati od dobrih primeraka. Dva veoma fragmentarna fosila se često pripisuju porodici Alcidae, iako to možda nije tačno: Hydrotherikornis (kasni eocen) i Petralca (kasni oligocen). Poznato je da većina postojećih rodova postoji od kasnog miocena ili ranog pliocena (pre oko 5 miliona godina). Fosili iz miocena pronađeni su i u Kaliforniji i u Merilendu, ali veća raznolikost fosila i plemena u Pacifiku navodi većinu naučnika na zaključak da su oni prvi put evoluirali tamo, i u miocenskom Pacifiku su pronađeni prvi fosili postojećih rodova. Rano kretanje između Pacifika i Atlantika se verovatno dogodilo na jugu (pošto nije postojao severni otvor za Atlantik), sa kasnijim kretanjima preko Arktičkog okeana. Potfamilija Mancallinae koja ne leti, koja je očigledno bila ograničena na obalu Pacifika južne Severne Amerike i izumrla u ranom pleistocenu, ponekad je uključena u porodicu Alcidae prema nekim definicijama. Jedna vrsta, Miomancalla howardae, je najveći haradriform svih vremena.
Porodica sadrži 25 postojećih ili nedavno izumrlih vrsta koje su podeljene u 11 rodova. Postojeće njorke (potporodica Alcinae) podeljene su u dve glavne grupe - obično visokokljune pafine (pleme Fraterculini) i auklete (pleme Aethiini), za razliku od vitkokljunih i pravih njorki (pleme Alcini), i mareleti i gulemoti (plemena Brachyramphini i Cepphini). Plemensko uređenje je prvobitno bilo zasnovano na analizama morfologije i ekologije. Sekvence mtDNK citohroma b i studije alozima potvrđuju ove nalaze osim da bi Synthliboramphus mareleti trebalo da se odvoje u zasebno pleme, jer su u većoj meri srodni Alcinima; u svakom slučaju, pretpostavka o bližoj vezi između prvih i pravih guilemota bila je samo slabo podržana ranijim studijama.

## Sistematika

### Rodovi
- [10][2]
- [11]

## Literatura
- Collinson, Martin (2006). „Splitting headaches? Recent taxonomic changes affecting the British and Western Palaearctic lists”. British Birds. 99 (6): 306—323.
- Gaston, Anthony J.; Jones, Ian L. (1998). The Auks : Alcidae. Oxford: Oxford University Press. ISBN 0-19-854032-9.
- Paton, T.A.; Baker, A.J.; Groth, J.G.; Barrowclough, G.F. (2003). „RAG-1 sequences resolve phylogenetic relationships within charadriiform birds”. Molecular Phylogenetics and Evolution. 29 (2): 268—278. PMID 13678682. doi:10.1016/S1055-7903(03)00098-8.
- Nettleship, D.N., and T.R. Birkhead, eds. 1985. The Atlantic Alcidae: the Evolution, Distribution and Biology of the Auks inhabiting the Atlantic Ocean and adjacent water areas. Academic Press, London.
- Nettleship, D. 1996. Family Alcidae (Alcids). pp. 678–722 in del Hoyo, J., Elliott, A., & Sargatal, J., eds. Handbook of the Birds of the World. Vol. 3. Lynx Edicions, Barcelona.
- Friesen, V.L.; Baker, A.J. & Piatt, J.F. (1996). „Phylogenetic Relationships Within the Alcidae (Charadriiformes: Aves) Inferred from Total Molecular Evidence”. Molecular Biology and Evolution. 13 (2): 359—367. doi:10.1093/oxfordjournals.molbev.a025595 .
- Konyukhov, N.B. (2002). „Possible Ways of Spreading and Evolution of Alcids”. Biology Bulletin of the Russian Academy of Sciences (на језику: руски). 29 (5): 447—454. doi:10.1023/A:1020457508769.
- Moum, Truls; Arnason, Ulfur & Árnason, Einar (2002). „Mitochondrial DNA Sequence Evolution and Phylogeny of the Atlantic Alcidae, Including the Extinct Great Auk (Pinguinus impennis)”. Molecular Biology and Evolution. 19 (9): 1434—1439. PMID 12200471. doi:10.1093/oxfordjournals.molbev.a004206 .
- Strauch J.G., Jr. (1985). „The phylogeny of the Alcidae” (PDF). The Auk. 102 (3): 520—539. JSTOR 4086647.
- Smith, N.A. (2011). „Taxonomic revision and phylogenetic analysis of the flightless Mancallinae (Aves, Pan-Alcidae)”. ZooKeys. 91: 1—116. PMC 3084493 . PMID 21594108. doi:10.3897/zookeys.91.709.
- Thomas, Gavin H.; Wills, Matthew A. & Székely, Tamás (2004). „A supertree approach to shorebird phylogeny”. BMC Evolutionary Biology. 4 (1): 28. PMC 515296 . PMID 15329156. doi:10.1186/1471-2148-4-28.